# Шпаль (Німеччина)
Шпаль (нім. Spall) — громада в Німеччині, розташована в землі Рейнланд-Пфальц. Входить до складу району Бад-Кройцнах. Складова частина об'єднання громад Рюдесгайм.
Площа — 14,29 км2. Населення становить 182 ос. (станом на 31 грудня 2020).

## Галерея

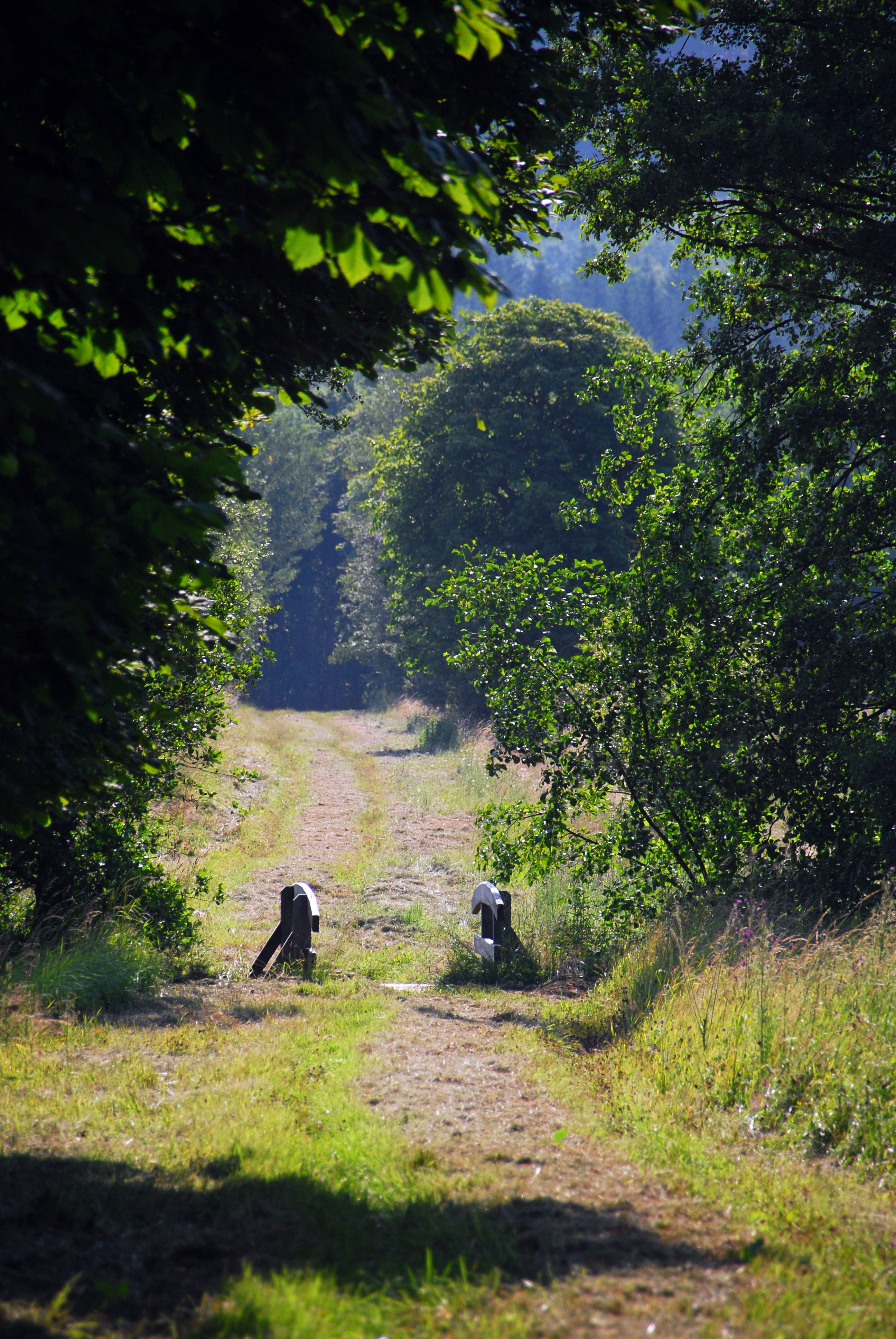